# Estación Zaparinqui
Zaparinqui es una estación de ferrocarril ubicada en la localidad homónima, Departamento General Güemes, provincia del Chaco, Argentina

## Servicios
Era una estación intermedia del Ramal C26 del Ferrocarril General Belgrano, este ramal partía desde la Estación Presidencia Roque Sáenz Peña. A 2013 se encuentra abandonada y sin operaciones.